# Loreto Toloza

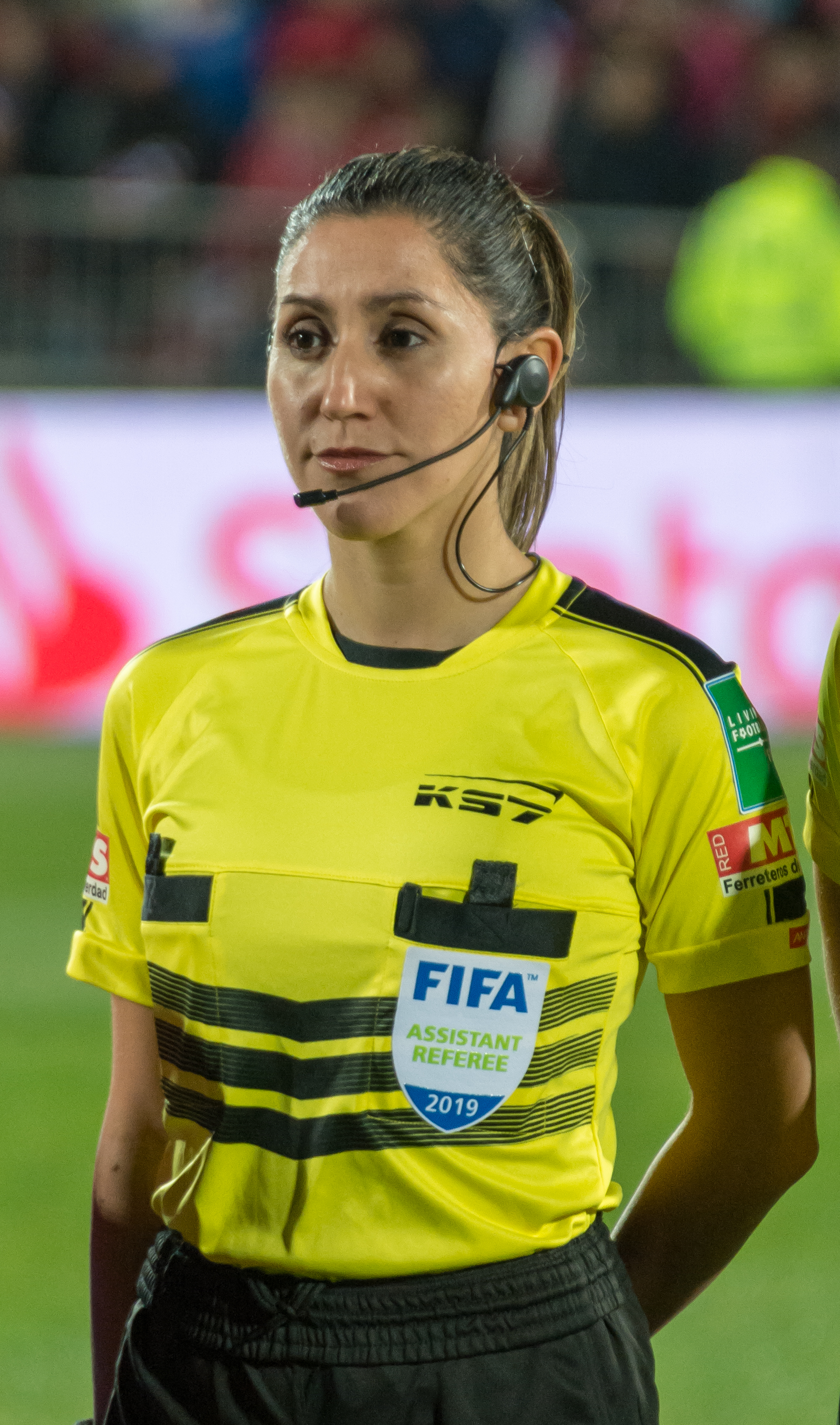
Loreto Toloza (2019)

Loreto Andrea Toloza Cravero (* 6. Januar 1984) ist eine chilenische Fußballschiedsrichterassistentin.
Von 2007 bis 2023 stand Toloza auf der Liste der FIFA-Schiedsrichter und leitete internationale Fußballspiele.
2020 debütierte sie am zwölften Spieltag im Rahmen der Partie CD Huachipato gegen Deportes La Serena in der Primera División der Männer. In der darauffolgenden Saison 2021 hatte sie bereits 15 Einsätze.
Toloza war unter anderem Schiedsrichterassistentin bei der Weltmeisterschaft 2015 in Kanada, beim olympischen Fußballturnier 2016 in Rio de Janeiro (jeweils im Schiedsrichtergespann von Claudia Umpiérrez), beim Algarve-Cup 2019, bei der Weltmeisterschaft 2019 in Frankreich, bei der Copa América 2022 in Kolumbien und bei der Weltmeisterschaft 2023 in Australien und Neuseeland (jeweils im Schiedsrichtergespann von María Carvajal).
Im Juli 2023 kam es zu einer medial vielfach rezipierten, größeren Kontroverse im chilenischen Schiedsrichterwesen, bei der Cindy Nahuelcoy und Loreto Toloza den ehemaligen Schiedsrichter und anschließendes Mitglied der Schiedsrichterkommission Julio Bascuñán beschuldigten, ihre Kollegin Leslie Vásquez aufgrund einer angeblichen Beziehung bei Spielansetzungen zu bevorzugen. Bascuñán und Vásquez bestritten die Vorwürfe und stellten ihrerseits wiederum Anzeige gegen Nahuelcoy und Toloza. Beide wurden von der Asociación Nacional de Fútbol Profesional (ANFP) für 40 Tage gesperrt. Nahuelcoy beendete daraufhin 2023 ihre Schiedsrichterkarriere.
Im November 2023 wurde Toloza Mutter eines Sohnes und pausierte ein Jahr. Ebenso wurde sie von der FIFA-Liste gestrichen. Im August 2024 äußerte sie das Ziel und kündigte an, ihre Schiedsrichterkarriere wieder fortzusetzen.